# Zastal 601W
601W – wagon towarowy typu węglarka, sześcioosiowy, fabrycznie wyposażony w sprzęgi samoczynne SA-3 (łączenie z lokomotywą za pośrednictwem wagonów ochronnych). Produkowany przez Zastal w latach 1973-1978.

## Historia
601W był pierwszą węglarką sześcioosiową produkowaną w Polsce. Do tej pory PKP używały głównie węglarek czteroosiowych oraz rzadziej dwuosiowych. Wzrost przewozu węgla pomiędzy kopalniami na Śląsku a portami Pomorza wymusił zwiększanie ładowności wagonów, gdyż nie było możliwe dalsze wydłużanie pociągów. Zwiększenie ładowności powodowało jednak zwiększenie nacisku na oś. Aby zmniejszyć nacisk postanowiono skonstruować węglarki sześcioosiowe.
Plany węglarki 601W powstały w COBiRTK w 1972 roku. W 1973 i 1974 zakłady Zastal w Zielonej Górze wykonały pierwsze dwa prototypy. Na terenie Zastalu stoi jeden z prototypów z reklamą zakładu służącą do wystaw. W latach 1975–1978 powstało 108 wagonów tego typu.
Wagony kursowały m.in. do Elektrowni Dolna Odra i Elektrowni Kozienice. Obecnie nie stanowią wagonów handlowych, służą głównie jako wagony ochronne.